# Viken, Karlstad
Viken är en stadsdel i Karlstad. Stadsdelen består av några parker, bland annat stadsträdgården. Vid årsskiftet 2008/2009 bodde det 1 561 personer i Viken.  Här finns Pekås, ICA-butik beläget samt en del andra mindre butiker. Stadsdelen har också Vikenkyrkan.
Tidigare låg C J Wennbergs Mekaniska Verkstad i området vilket namngett Wennbergsparken.